# União das Freguesias de Repeses e São Salvador
União das Freguesias de Repeses e São Salvador, kürzer Repeses e São Salvador, ist eine Gemeinde (Freguesia) im Kreis (Concelho) von Viseu in Portugal.
In der Gemeinde leben 6.316 Einwohner auf einer Fläche von 10,09 km² (Stand nach Zahlen von 2011).
Die Gemeinde entstand im Zuge der Gebietsreform in Portugal am 29. September 2013 durch Zusammenlegung der bisherigen Gemeinden Repeses und São Salvador. Repeses wurde Sitz der neuen Gemeinde.